# Manuscritos de Nag Hammadi
Los manuscritos de Nag Hammadi, conocidos también como biblioteca de Nag Hammadi, son una colección de textos, en su mayor parte adscritos al Cristianismo Gnóstico Primitivo, descubiertos cerca de la localidad de Nag Hammadi, a unos 100 km de Luxor, en el Alto Egipto, en diciembre de 1945. Se trata de doce códices de papiro encuadernados en piel, y los restos de un décimo tercero, cuidadosamente guardados en una jarra de cerámica sellada escondida en una gruta próxima (en el macizo montañoso de Jabal al-Tarif), encontrados casualmente por un campesino llamado Muhammad Alí al-Samman.
Fueron escritos en copto entre los siglos III y IV d. C. El más conocido de los manuscritos, el Evangelio de Tomás, contiene traducciones de textos que ya estaban presentes en el Papiro 1 de Oxirrinco, fechado en el año 250.
El hallazgo de los manuscritos de Nag Hammadi en 1945 constituye, junto con los Manuscritos de Qumrán, el más grande descubrimiento de textos antiguos de la Edad Contemporánea. El descubrimiento de estos textos influyó de manera significativa los estudios modernos sobre el cristianismo primitivo y el gnosticismo.

Los códices de Nag Hammadi se encuentran en la actualidad en el Museo Copto de El Cairo, Egipto.

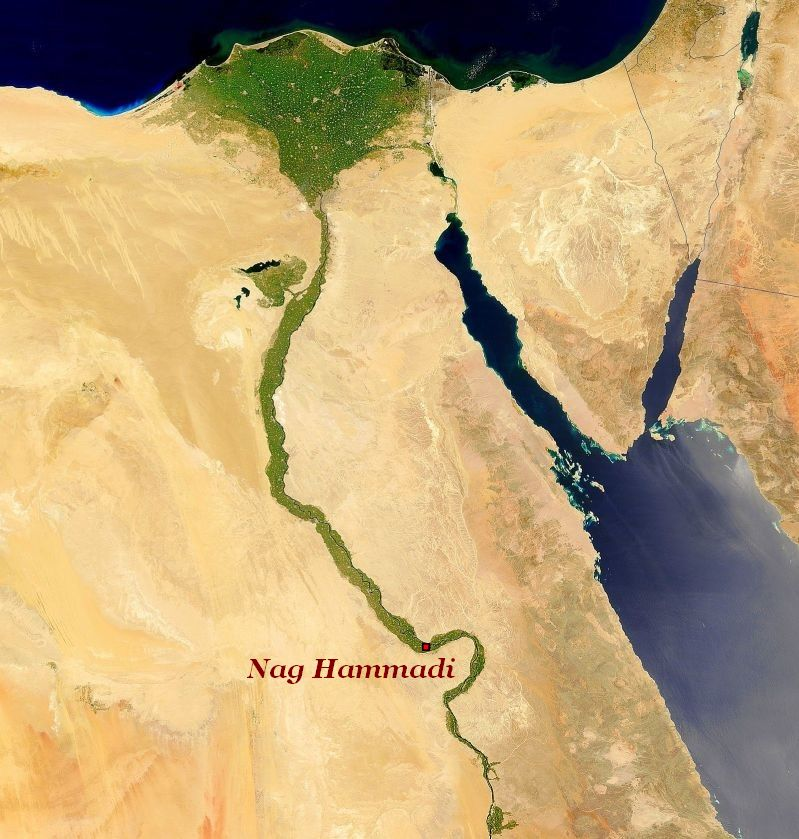
Localización de Nag Hammadi en Egipto.

## Descubrimiento de los manuscritos
En diciembre de 1945 Muhammad, sus hermanos Califa Alí y Abu al-Majd del clan al-Samman y otros cuatro campesinos de la pequeña población de Al Qasr wa al-Sayyad (la antigua Quenoboskion), cercana a Nag Hammadi, se acercaron al macizo montañoso de Jabal al-Tarif, a unos 11 km al nordeste de Nag Hammadi, buscando fertilizantes para sus cultivos. Escarbando debajo de una gran mole de piedra encontraron una jarra de cerámica sellada. Pudiendo más la curiosidad que el temor a que anidase en ella algún jinn o genio maligno, se decidieron a romperla encontrando los códices cuidadosamente encuadernados.
Poco después, Muhammad Alí entregó uno de los códices (el Códice III) al sacerdote copto de su aldea Basiliyus Abd al-Masih, el cual, a su vez, se los mostró a un hermano suyo, Raghib Andrawus, maestro de historia de la localidad. Sospechando su gran valor Raghib lo hizo llegar a G. Sobhi, médico copto de la capital, El Cairo, quien dio aviso al Departamento de Antigüedades del gobierno egipcio, a cargo en ese entonces del francés E. Drioton, quien incautó el documento.
Meses más tarde, en octubre de 1946, el Códice III fue a parar al Museo Copto de El Cairo donde, un año más tarde (octubre de 1947), sería examinado por el joven estudioso francés Jean Doresse, quien enseguida se dio cuenta del gran valor e importancia del manuscrito, proyectando su publicación.
Paralelamente, en este tiempo algunos de los otros códices encontrados fueron saliendo a la luz con diversos destinos. El que sería denominado como Códice I fue adquirido con la mediación de Albert Eid, un anticuario belga residente entonces en la capital egipcia, y del teólogo e historiador Gilles Quispel, por la Institución Jung de Zúrich, denominándose desde entonces también Códice o Codex Jung. Tras su publicación regresó al Museo de El Cairo.
El resto de los códices, poco a poco, de un modo u otro fueron yendo a parar al Museo Copto expropiados por el gobierno egipcio. Por las graves dificultades y obstáculos políticos y burocráticos que se presentaron no fue hasta 1956 cuando se publicó el Evangelio de la Verdad del Códice Jung (I). Y poco más tarde, en 1959, el Evangelio de Tomás.
Por fin, en 1977, bajo la dirección de James McConkey Robinson, se publicó en lengua inglesa la traducción completa de todos los textos de la Bibiblioteca de Nag Hammadi con el título The Nag Hammadi Library in English.
En 1997 Editorial Trotta publicó para los lectores de habla hispana la traducción al castellano de todos los textos de Nag Hammadi con la participación de Francisco G. Bazán, A. Piñero, J. Montserrat Torrents, F. Bermejo,  A. Quevedo y F. Trevijano, editada por Antonio Piñero.

## Origen de la Biblioteca de Nag Hammadi
En la región donde se encuentra la población de Nag Hammadi, cerca de la cual tuvo lugar el descubrimiento de trece Códices, estaba en auge todo un movimiento cenobítico y monacal a finales del siglo III y durante todo el siglo IV, pues en ella se asentó buena parte de la actividad de los conocidos como Padres del Desierto.
Durante mucho tiempo, si bien sin certeza, se consideró que la Biblioteca Gnóstica de Nag Hammadi pudo ser el trabajo de uno o varios monjes de alguno de los monasterios fundados por San Pacomio, cercanos al lugar del descubrimiento de los códices.
Recientemente, el Profesor F. G. Bazán contempló la hipótesis, avalada por diversos “materiales” escritos, «ajenos a los folios de los escritos que forman las páginas de los códices» y que fueron encontrados en las tapas de algunos de los códices, que la Biblioteca de Nag Hammadi «era propiedad de un grupo de gnósticos ascetas que podían convivir con otros grupos en la región de la Tebaida», y, más concretamente, «una comunidad ascético-gnóstica de mujeres y varones de mediana cantidad de miembros asentada por la zona de Khenoboskion con lazos interactivos con otras pequeñas comunidades iniciáticas...radicadas en la zona de Alejandría y el sur de El Cairo hacia el Norte».

## Lista completa de códices
- Codex I o Codex Jung:
  - Oración de Pablo
  - Libro Secreto de Santiago
  - Evangelio de la Verdad

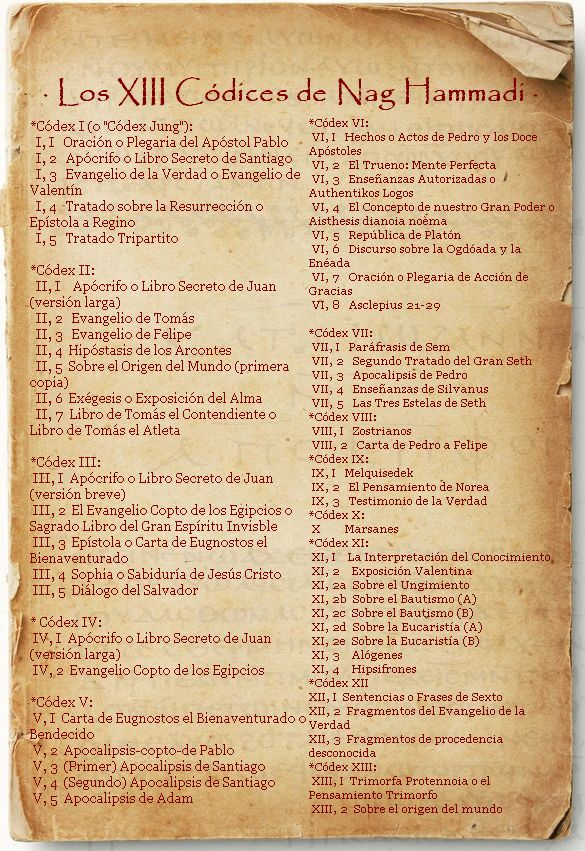
Los trece Códices de Nag Hammadi con los tratados que los constituyen.

  - Tratado de la Resurrección o Epístola a Regino
  - Tratado Tripartito
- Codex II:
  - Libro Secreto de Juan (versión larga)
  - Evangelio de Tomás
  - Evangelio de Felipe
  - Hipóstasis de los Arcontes
  - Sobre el origen del mundo

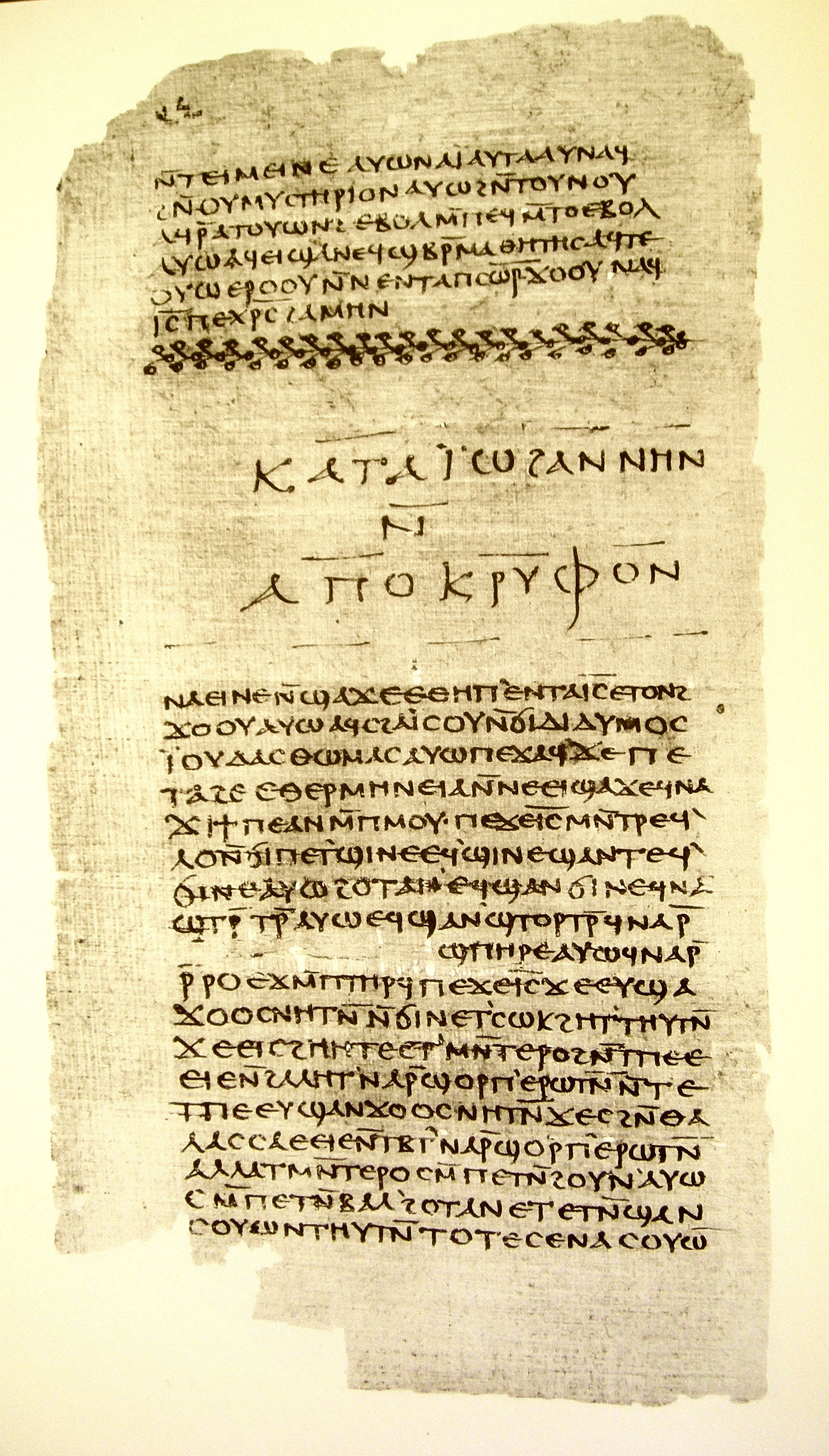
Codex II de los Manuscritos de Nag Hammadi. Colófon del Libro Secreto o Apócrifo de Juan y el comienzo del Evangelio según Tomás.

  - La Exégesis del Alma
  - Libro de Tomás el Contendiente
- Codex III:
  - Libro Secreto de Juan (versión breve)
  - Evangelio Copto de los Egipcios o Libro sagrado del gran espíritu invisible
  - Epístola de Eugnostos
  - Sofía de Jesucristo
  - Diálogo del Salvador
- Codex IV:
  - Libro Secreto de Juan (versión larga)
  - Evangelio Copto de los Egipcios (incompleto)
  - Carta a Meneceo (versión primera)
- Codex V:
  - Epístola de Eugnostos
  - Apocalipsis de Pablo (copto)
  - Primer Apocalipsis de Santiago
  - Segundo Apocalipsis de Santiago
  - Apocalipsis de Adán
- Codex VI:
  - Hechos de Pedro y los doce Apóstoles
  - El Trueno, Mente Perfecta
  - Enseñanzas Autorizadas
  - Concepto de nuestro Gran Poder
  - La República de Platón
  - Discurso sobre la Ogdóada y la Enéada
  - La oración de Acción de Gracias
  - Asclepius 21-29
- Codex VII:
  - Paráfrasis de Sem
  - Segundo Tratado del Gran Set
  - Apocalipsis Gnóstico de Pedro
  - Enseñanzas de Silvanus
  - Las Tres Estelas de Set
- Codex VIII:
  - Zostrianos
  - Carta de Pedro a Felipe
- Codex IX:
  - Melquisédec
  - El Pensamiento de Norea
  - Testimonio de la Verdad
- Codex X:
  - Marsanes
- Codex XI:
  - La Interpretación del Conocimiento
  - Una Exposición Valentina, Sobre el Ungimiento, Sobre el Bautismo (A y B) y Sobre la Eucaristía (A y B)
  - Alógenes
  - Hipsifrones
- Codex XII
  - Sentencias de Sexto
  - Evangelio de la Verdad (fragmentos)
  - Fragmentos de procedencia desconocida
- Codex XIII:
  - Trimorfa Protennoia
  - Sobre el origen del mundo (fragmentos)

## Extractos de algunos de los códices
· Evangelio de Tomás · NHC II, 2 ·

Estas son las palabras secretas que Jesús el Viviente dijo y [que] escribió Dídimo Judas Tomás.
1. Y dijo [Jesús]: «Quien encuentre la interpretación de estas palabras no gustará la muerte.»

3. Dijo Jesús: «Si aquellos que os guían os dijeren: Ved, el Reino está en el cielo, entonces las aves del cielo os tomarán la delantera. Si os dicen: Está en el mar, entonces los peces os tomarán la delantera. Mas el Reino está dentro de vosotros y fuera de vosotros. Cuando lleguéis a conoceros a vosotros mismos, entonces seréis conocidos y comprenderéis que sois los hijos del Padre Viviente. Pero si no os conocéis a vosotros mismos, estáis sumidos en la pobreza y sois la pobreza misma.»

42. Dijo Jesús: «Sed transeúntes.»

Extractos del Evangelio de Tomás, NHC II, 2.

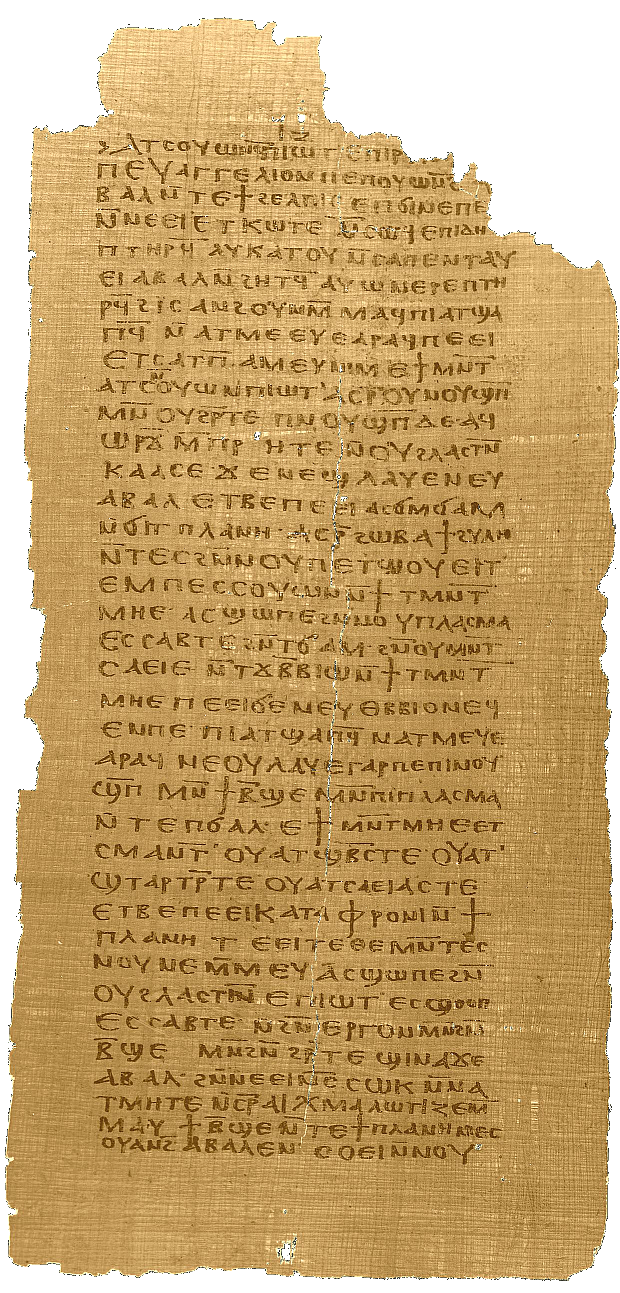
Evangelio de la Verdad. Papiro 17 del Codex I, 3. Biblioteca Copta de Nag Hammadi.

· Evangelio de la Verdad · NHC I,3 · NHC XII,2 ·

16.31 El Evangelio de la Verdad es alegría para aquellos que han recibido del Padre de la Verdad la gracia de conocerlo, por medio del Poder de la Palabra (del Verbo, del Cristo)) que ha venido desde 5 el Pleroma (desde la Plenitud),  la que está en el Pensamiento y en la Inteligencia del Padre, la que es llamada “Salvador”, ya que es el  nombre de la Obra que debe llevar a cabo para la Redención (Salvación) de aquellos que eran 17.1 ignorantes del Padre, mientras que el nombre [de] "Evangelio" (Buena Nueva) es la proclamación de la esperanza, siendo descubierta por aquellos que Le buscan.

18 Éste es el Evangelio del que se busca, que se reveló a los que son perfectos por las misericordias 15 del Padre, el Misterio Oculto, Jesús, el Cristo, por cuyo medio iluminó a los que estaban en la oscuridad a causa del olvido. Los ha iluminado y <les> ha mostrado un camino; 20 y el Camino es la Verdad que les ha enseñado.

22 De esta manera el que posee la Gnosis (Conocimiento) es de lo Alto. Si es llamado, 5 escucha, responde y se vuelve hacia quien lo llama, para ascender hacia Él. Y sabe en qué modo es llamado. Poseyendo el Conocimiento hace 10 la voluntad de quien lo ha llamado, quiere complacerle y recibe el reposo. Su nombre adviene a él. El que llegue a poseer el Conocimiento de este modo sabe de dónde viene 15 y a dónde va. Sabe, como una persona que habiendo estado embriagada ha salido de su embriaguez, (y) habiendo vuelto a sí misma, ha corregido lo que le 20 es propio.
Extractos del Evangelio de la Verdad, NHC I, 3.

· Evangelio de Felipe · NHC II, 3 ·

Un ciego y un vidente, si ambos se encuentran a oscuras, no se diferencian entre sí; más cuando llegue la luz, el vidente verá la luz y el ciego permanecerá en la oscuridad. (64 5-9).

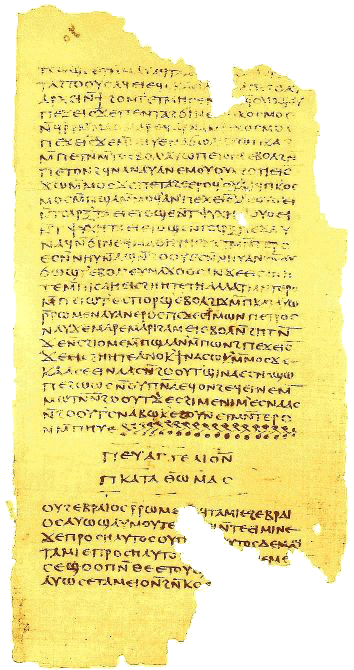
Evangelio de Felipe. Codex II, 3. Biblioteca Copta de Nag Hammadi.

El Misterio del Matrimonio es grande”… “Reparad en la unión {sin mancha} pues tiene {un gran} poder. (64)

Quien posee la Gnosis de la Verdad es libre; porque quien es libre [ἐλεύθερος] no peca, pues «quien peca es esclavo del pecado» , la Madre es la Verdad, el Conocimiento [γνῶσις Gnosis] es el Padre. A aquellos a quienes no es permitido pecar el mundo les llama «libres». La Gnosis de la Verdad eleva los corazones de aquellos a quienes no les es permitido pecar, es decir, los hace libres y los enaltece por encima de este mundo... (77 13-35)

Por ello dice el Logos: «Ya el hacha está puesta a la raíz de los árboles» . Este no podará, {pues} lo que se poda brota de nuevo, sino que cava{rá} hasta el fondo, hasta sacar la raíz. Jesús arrancó la raíz enteramente; otros, en cambio, sólo en parte. Nosotros mismos, cada uno de nosotros, penetre hacia la raíz del mal que está dentro de él, y arránquelo de raíz de su corazón. Será arrancado si lo reconocemos. Pero si lo ignoramos echa raíz en nosotros y produce sus frutos en nuestro corazón. Él nos domina. Nosotros somos sus esclavos. Nos hace cautivos, induciéndonos a hacer lo que no queremos, y lo que queremos no lo hagamos.   Es poderoso porque no lo reconocimos y mientras {esté allí -en el corazón-} sigue actuando. La ignorancia es la madre de {todo mal}. La ignorancia resultará en {muerte, pues} aquellos que provienen de {la ignorancia} ni fueron, ni {son}, ni serán…”…”{La Verdad} da la Libertad. El Logos dijo: «Si conocéis la Verdad, la Verdad os hará libres»  La ignorancia es esclavitud, la Gnosis es Libertad. Si conocemos la Verdad, hallaremos los frutos de la Verdad en nosotros. Si estamos unidos a Ella, nos aportará nuestra Plenitud [πλήρωμα Pleroma].(82-84.14)

Extractos del Evangelio de Felipe, NHC II, 3.

## La Biblioteca de Nag Hammadi
Integrados a la Biblioteca Copta de Nag Hammadi suelen considerarse también, porque proceden de la misma región aunque sean más tardíos, otros tres códices conocidos desde el siglo XVIII: el Codex Askewianus, que contiene la Pístis Sophía (conservado en el Museo Británico, en Londres), el Codex Brucianus, que contiene los Libros de Yeú (en la Biblioteca Bodleiana, en Oxford) y el Codex Berolinensis (preservado en Berlín).

## Consecuencias y significado del descubrimiento de los manuscritos

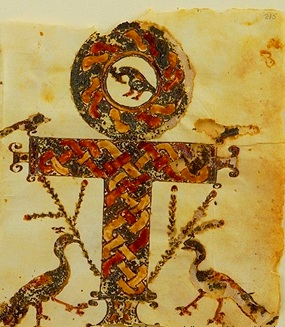
El descubrimiento de los Manuscritos de Nag Hammadi supuso a su vez un re-descubrimiento de la Corriente filosófica y religiosa Gnóstica del Cristianismo Primitivo.

Son diversos los ámbitos en los que el descubrimiento de la Biblioteca Copta Gnóstica de Nag Hammadi ha tenido y tiene repercusiones.
Por un lado, el hallazgo de los Manuscritos de Nag Hammadi ha permitido a los estudiosos del ámbito de la historia de las religiones y, muy particularmente, de la historia del cristianismo Primitivo, disponer de los registros escritos, sin el filtro de sus adversarios o detractores, de una de las corrientes ideológicas predominantes en el ámbito filosófico y religioso de la cuenca mediterránea en los siglos I al IV de nuestra era: El gnosticismo y la Gnosis del Cristianismo Primitivo, trascendiendo la «visión anacrónica» sobre la precedencia de la ortodoxia a la herejía.
Hasta este revelador descubrimiento, sólo se había contado, prácticamente, en lo referente a la Gnosis Cristiana, con la perspectiva de aquellos que, desde lo que posteriormente sería considerado como ortodoxia, se opusieron y mostraron su rechazo a esta expresión de filosofía perennis et universalis.
Por otro lado en el campo de la paleografía copta, el hallazgo de los códices de Nag Hammadi, ha supuesto un impulso para los estudios de la lengua copta y sus variedades dialectales, revirtiendo en un mejor conocimiento de esta casi extinta lengua.
Por último, el redescubrimiento de las posturas y planteamientos filosóficos y teológicos del Gnosticismo cristiano expuestos en algunos de los textos de la Colección de Nag Hammadi, han sido y siguen siendo contemporáneamente, objeto del mayor interés en el campo de la Psicología transpersonal pues «gran parte de los textos gnósticos cristianos se valieron del simbolismo, la metáfora o la alegoría para expresar no sólo el proceso de la Creación desde el Dios Absoluto e Inmanifestado, Agnostos Theos,  sino también la naturaleza del microcosmos, del mundo interior, del ser humano» y la búsqueda de plenitud de su condición. Por ello Jung, padre de la Psicología analítica y uno de los más destacados exploradores de la psique de nuestro tiempo, atraído por las doctrinas gnósticas concluyera: «es claro e indudable que muchos de los gnósticos no eran otra cosa que psicólogos».

## Edición en español
- Piñero, Antonio (Editor). Textos Gnósticos. Biblioteca de Nag Hammadi. Obra completa. Madrid: Editorial Trotta.

1. Volumen I: Tratados Filosóficos y Cosmológicos. Colaboradores: Traducción, introducción y notas de Antonio Piñero, José Montserrat Torrents, Francisco García Bazán, Fernando Bermejo y Alberto Quevedo. Madrid, Trotta, 1997 (3ª edición 2007). ISBN 978-84-8164-884-3.
2. Volumen II: Evangelios, Hechos, Cartas. Colaboradores: Traducción, introducción y notas de Antonio Piñero, José Montserrat Torrents, Francisco García Bazán, Fernando Bermejo y Ramón Trevijano. Madrid, Trotta, 1999 (4ª edición 2009). ISBN 978-84-8164-885-0.
3. Volumen III: Apocalipsis y otros escritos. Colaboradores: Traducción, introducción y notas de Antonio Piñero, José Montserrat Torrents, Francisco García Bazán, Gonzalo Aranda, Fernando Bermejo, María Luz Mangado y Alberto Quevedo. Madrid, Trotta, 2000 (2ª edición 2009). ISBN 978-84-9879-020-7.